# Tando Adam Khan
Tando Adam Khan (en ourdou : ٹنڈو آدم خان) est une ville pakistanaise située dans la province du Sind et le district de Sanghar.
La population de la ville a été multipliée par près de trois entre 1972 et 2017, passant de 49 747 habitants à 152 617. Entre 1998 et 2017, la croissance annuelle moyenne s'affiche à 2,0 %, inférieure à la moyenne nationale de 2,4 %. En 2023, la population de la ville monte à 174 291 habitants.
La ville est particulièrement cosmopolite, puisque 42 % des habitants parlent l'ourdou, 30 % le sindhi, 19 % le pendjabi, 3 % le baloutchi et 2 % le pachto.
Essentiellement musulmane, la ville inclut une importante minorité hindoue, comptant plus de 9 000 fidèles, plus de 5 % des habitants de la ville.
Le taux d'alphabétisation de la ville s'élève à 69 % en 2023 (contre une moyenne nationale de 61 %), dont 74 % pour les hommes et 64 % pour les femmes.
|            | 1972 (rec.) | 1981 (rec.) | 1998 (rec.) | 2017 (rec.) | 2023 (rec.) |
| ---------- | ----------- | ----------- | ----------- | ----------- | ----------- |
| Population | 49 747      | 62 744      | 104 907     | 152 617     | 174 291     |